# مطار كليمنجارو الدولي
مطار كليمنجارو الدولي (إياتا: JRO، إيكاو: HTKJ) هو مطار دولي يخدم مدينتي أروشا وموشي في شمال تنزانيا، وصل عدد المسافرين في سنة 2014 الذين استخدموا المطار 731,802 مسافر. ويستخدم المطار 15 شركة طيران نظراً لأهميته وموقعه كوجهة سياحية.

## شركات الطيران والوجهات
تسير شركات الطيران التالية رحلات من وإلى مطار كليمنجارو الدولي.
| شركـات طيـران                   | الوجهات |
| ------------------------------- | --- |
| Airkenya Express                | Nairobi–Wilson                                                                                              |
| الخطوط الجوية التنزانية         | مطار جوليوس نيريري، مطار إنتيبي الدولي، مطار عبيد أماني كرومي الدولي                                        |
| Coastal Aviation                | مطار أروشا، مطار بحيرة مانيارا ‏، مطار موانزا، Seronera، مطار عبيد أماني كرومي الدولي                        |
| إديلويس إير                     | مطار زيورخ الدولي                                                                                           |
| الخطوط الجوية الإثيوبية         | مطار أديس أبابا بولي الدولي                                                                                 |
| Eurowings Discover              | فرانكفورت                                                                                                   |
| الخطوط الجوية الكينية           | مطار جومو كينياتا الدولي                                                                                    |
| الخطوط الجوية الملكية الهولندية | مطار سخيبول أمستردام1                                                                                       |
| بريسيجن إير                     | مطار جوليوس نيريري، مطار إنتيبي الدولي، مطار موانزا، مطار جومو كينياتا الدولي، مطار عبيد أماني كرومي الدولي |
| الخطوط الجوية القطرية           | مطار حمد الدولي2                                                                                            |
| Regional Air Services           | مطار أروشا، مطار بحيرة مانيارا ‏                                                                             |
| الخطوط الجوية الرواندية         | مطار كيغالي الدولي                                                                                          |
| Safarilink Aviation             | Nairobi–Wilson                                                                                              |
| الخطوط الجوية التركية           | مطار إسطنبول الدولي3                                                                                        |
| الخطوط الجوية الأوغندية         | مطار إنتيبي الدولي                                                                                          |